# Z11 Bernd von Arnim
Z11 Bernd von Arnim – niemiecki niszczyciel typu 1934A (Leberecht Maass) z okresu  II wojny światowej, zatopiony w 1940 w bitwie pod Narwikiem.

## Budowa
Zamówiony 4 sierpnia 1934, położenie stępki – 26 kwietnia 1935, wodowanie – 8 lipca 1936, wejście do służby – 6 grudnia 1938. Zbudowany w stoczni Germaniawerft w Kilonii (numer stoczniowy G537). W systemie oznaczeń niemieckich niszczycieli miał przydzielony numer Z11 (rzadko używany w oficjalnych dokumentach), przed wojną nosił numer burtowy 81. Budowa kosztowała 13,4 mln Reichsmark.
Nazwę nadano mu na cześć niemieckiego kapitana marynarki Bernda von Arnim, dowódcy niszczyciela G42, który zginął podczas bitwy w Cieśninie Kaletańskiej 21 kwietnia 1917, wraz z okrętem zatopionym przez brytyjskie niszczyciele „Broke” i „Swift”. 

## Służba
Tuż przed wybuchem II wojny światowej i podczas kampanii wrześniowej patrolował polskie wybrzeże, bez epizodów bojowych. Następnie działał na Morzu Północnym i w Cieśninach Duńskich. 13 września 1939 uczestniczył w operacji stawiania obronnych zagród minowych (Martha-Eins b) na Morzu Północnym. 
W dniach 17–18 listopada 1939 uczestniczył w jednej operacji stawiania min na wodach angielskich, u ujścia Tamizy (z niszczycielami „Wilhelm Heidkamp” i „Hermann Künne”). Od grudnia 1939 do lutego 1940 był w remoncie. 
„Bernd von Arnim" wziął udział w inwazji na Norwegię (operacji Weserübung), w grupie zajmującej Narwik, przewożąc tam strzelców górskich. W drodze do Norwegii, 8 kwietnia 1940, odstając od grupy z powodu awarii maszyn, nawiązał walkę z brytyjskim niszczycielem „Glowworm”, zatopionym następnie przez krążownik „Admiral Hipper”. W dniu inwazji, 9 kwietnia 1940, „Bernd von Arnim” storpedował i zatopił w porcie w Narwiku norweski pancernik obrony wybrzeża „Norge”.

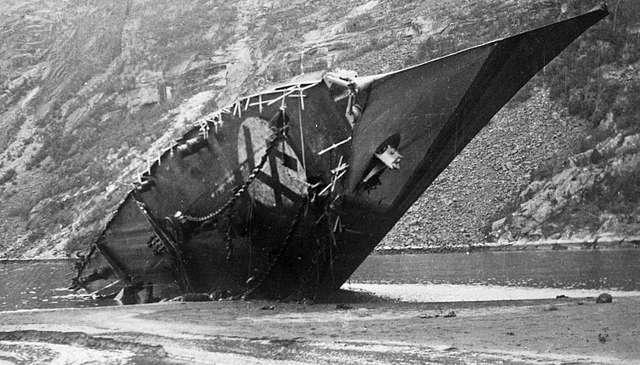
Wrak „Bernda von Arnim"

Odegrał następnie kluczową rolę po stronie niemieckiej (wraz z „Georg Thiele”) w pierwszej bitwie morskiej pod Narwikiem z brytyjskimi niszczycielami 10 kwietnia 1940, biorąc udział w zniszczeniu „Hardy” i „Hunter”. Sam został w niej lekko uszkodzony pięcioma trafieniami (dwóch zabitych). Podczas drugiej bitwy pod Narwikiem 13 kwietnia 1940 podjął walkę z niszczycielami brytyjskimi i po wyczerpaniu amunicji oraz odcięciu drogi odwrotu, został samozatopiony przez załogę we fiordzie Rombaken na pozycji 68°25′N 17°54′E/68,416667 17,900000. Wrak złomowano w 1962.
Historia konstrukcji i opis okrętu – w opisie niszczycieli Typu 1934.
Dowódcy:
- kmdr ppor (Korvettenkapitän) Rechel: 6 grudnia 1938 – 13 kwietnia 1940

## Dane techniczne
- wyporność:
  - standardowa: 2270 t
  - pełna: 3190 t
- wymiary:
  - długość: 121 m
  - szerokość: 11,3 m
  - zanurzenie: 4,3 m
- napęd: 2 turbiny parowe o mocy łącznej 70 000 KM, 6 kotłów parowych Bensona (ciśnienie pary 110 at), 2 śruby
- prędkość maksymalna: 38 w.
- zasięg: 1530 mil morskich przy prędkości 19 w.
- zapas paliwa: 670 t. mazutu
- załoga: 325

Uzbrojenie i wyposażenie: 
- 5 dział kalibru 128 mm (nominalnie 12.7 cm) SK C/34 w pojedynczych stanowiskach, osłoniętych maskami (5xI)
  - długość lufy L/45 (45 kalibrów), donośność maksymalna 17.400 m, kąt podniesienia +30°, masa pocisku 28 kg, zapas amunicji - 120 na działo
- 4 działka przeciwlotnicze 37 mm SK C/30, półautomatyczne, podwójnie sprzężone na podstawach LC/30 (2xII)
- 6 działek przeciwlotniczych 20 mm (6xI)
- 8 wyrzutni torpedowych 533 mm (2xIV), 12-16 torped
- 18 bomb głębinowych (zrzutnia bg)
- możliwość zabrania 60 min morskich

- szumonamiernik GHG
- system kierowania ogniem artylerii głównej: dwa 4-metrowe dalmierze stereoskopowe (na nadbudówce dziobowej i śródokręciu), centrala artyleryjska C34/Z